# Prole Oscura (Dragon Age)
La Prole Oscura è una razza presente nell'universo della serie di Dragon Age.

## Teorie sulla loro nascita
Nessuno sa dire con certezza quando e dove sia nata la Prole Oscura e quale sia la sua vera natura ma sono state formulate diversi ipotesi.

### Versione della Chiesa
La Chiesa di Andraste narra che al culmine della gloria e del potere dell'Impero Tevinter, i Magister Siderei, sette sacerdoti ognuno al servizio di uno degli antichi dei del Tevinter, si cimentarono nell'impresa di penetrare fisicamente nell'Oblio e di conquistare la Città Dorata, dimora del Creatore. Dopo molti studi, i loro esperimenti andarono a buon fine, e i sette riuscirono a mettere piede nell'inaccessibile metropoli, dove era collocato il Trono del Creatore; dopo appena pochi passi, però, i magister vennero fermati dalla divinità in persona, la quale, per il crimine di aver portato il peccato nei cieli, maledisse gli intrusi, distorcendo il loro corpo e avvelenando la loro mente, per poi esiliarli nell'oscurità della terra.

### Versione dei Nani
I Nani, non essendo credenti nella Chiesa, affermano che la Prole Oscura è sempre esistita ma che si trovava sottoterra in zone ancora più remote e irraggiungibili persino ai nani. Durante la costruzione delle Vie Profonde da parte dei nani, s'imbatterono nei Prole Oscura fino a quando essi presero il sopravvento occupando quasi tutte le Vie Profonde.

### Versione del Tevinter
I magister del Tevinter affermano, come i Nani, che la Prole Oscura è sempre esistita e che non c'è nessuno collegamento con i maghi del Tevinter che hanno cercato di entrare nella città doro del Creatore anche se molti indizi puntano alla versione dei sette magister.

## Categorie
La Prole Oscura è composta da diverse specie che variano e ognuna possiede abilità proprie.

### Genlock
I Genlock sono il tipo di Prole Oscura più comune nel sottosuolo. Tarchiati e resistenti, sciamano nelle Vie Profonde sempre in gruppo e possono talvolta essere guidati dagli Emissari, genlock dotati di poteri magici. Pochi Genlock possono imparare la magia, infatti sono più dotati nel combattimento corpo a corpo. A volte possono essere guidati anche da dei Genlock molto più dotati chiamati Cabobranchi Genlock perché si differenziano dagli altri perché sono molto più potenti. I Genlock variano aspetto nei diversi capitoli. In Dragon Age: Origins sono bassi con un corpo minuto e sono in grado di camminare in piedi e indossano armature e possono maneggiare tutti i tipi di armi. Da Dragon Age II in poi vengono ridisegnati e il loro aspetto cambia completamente dal precedente capitolo, infatti assumono sembianze scimmiesche e non assumono più una posizione eretta, possiede delle braccia molto spesse e gambe corte. Dalle spalle fino al fondoschiena possiedono un colorito nero mentre per il resto del corpo un colorito giallo scuro. Indossano dei pantaloni strappati e un elmo e inoltre si portano sempre un enorme scudo che usano come arma e come difesa.

### Hurlock
Gli Hurlock sono alti come gli umani e rappresentano la spina dorsale delle orde della Prole Oscura. Sono soliti adornarsi con rozzi tatuaggi per tenere il conto delle loro vittime o per celebrare una grande impresa. Sono la Prole Oscura più numerose della loro razza e sono quelli che si vedono spesso anche in superficie. Essi si suddividono in molte categorie ma anche essi possono essere guidati da Emissari che sanno utilizzare la magia, e dai Capobranchi Hurlock molto più potenti nei combattimenti corpo a corpo. Essi indossano armature e possono maneggiare qualunque tipo di arma. Il loro aspetto cambia poco nei capitoli. In Dragon Age: Origins la loro pelle è sul verde muschio e indossano armature molto perfezionate, inoltre la loro faccia assomiglia molto a quella di un orco. I Capobranchi Hurlock è alto come i normali umani e indossa un'armatura che copre ogni parte del suo corpo e indossa un elmo con due corna. Da Dragon Age II in poi il loro aspetto è mutato, la loro pelle diventa bianca, indossano armature nere messe a casaccio sul loro corpo e il loro viso diventa più umano ma scheletrico. I Capobranchi Hurlock cambia completamente aspetto, infatti sono molto più alti, imponenti, indossano un'armatura nera che li copre completamente lasciando scoperto solo la bocca ricoperta di sangue e come arma utilizzano un'enorme martello.

#### I Discepoli
In Dragon Age: Origins - Awakening viene mostrata una specie di "evoluzione" degli Hurlock. L'Artefice facendo bere il sangue dei Custodi Grigi agli Hurlock, alcuni di essi hanno subito una trasformazione diventando intelligenti e senzienti. Tali Prole Oscura che vengono chiamati "I Discepoli". Acquisendo la capacità di parlare, pensare e di avere il libero arbitrio diventano immuni alla chiamata degli Arcidemoni quando si scatena un Flagello. Finora solamente gli Hurlock hanno avuto tale trasformazione. Il loro aspetto inoltre non cambia tanto, solamente il viso è diverso. Acquisiscono degli occhi come quelli degli umani ma senza l'iride e la bocca diventa come quella degli esseri umani ma ricoperta di sangue.

### Sharlock
Gli Sharlock chiamati più comunemente "Shriek" perché essi emettono un urlo acuto terrificante. Infatti la parola "Shriek" in inglese vuol dire appunto "Urlo". Sono alti, slanciati e magri, celebri per le assordanti grida che lanciano in battaglia. Sono creature con spiccate abilità furtive, che insieme con la loro straordinaria agilità e velocità, permette loro di essere degli assassini e dei sabotatori implacabili. Anch'essi possono essere guidati da Emissari e da Capobranchi Shriek. Il loro aspetto è cambiato nei diversi capitoli. In Dragon Age: Origins assumono una posizione ricurva, indossano un'armatura nera molto dettagliata e non indossano elmi. Da Dragon Age II in poi essi assumono una postura dritta, la loro armatura è uguale a quella degli Hurlock e inoltre indossano un elmo che copre completamente il loro volto. Gli emissari invece sono completamente diversi, sono molto più alti, grazie alla magia rimangono sollevati da terra e indossano solamente dei pantaloni rossi lasciando scoperto il petto e la testa.

### Ogre
Gli Ogre sono dei giganti massicci e feroci, dotati di una forza considerevole, tale, da permettergli di abbattere delle mura con una carica o di scagliare massi a grandi distanze. Fortunatamente sono numericamente esigui: in genere solo un centinaio di essi accompagna l'orda durante il Flagello. La parola "Ogre" in inglese vuol dire "Orco". Raramente essi si vedono in superficie come gli Hurlock. Essi sono guidati solamente dai Capobranchi Ogre perché gli Ogre non sono in grado di utilizzare la magia perché sono dotati nel combattimento corpo a corpo grazie alla loro grande mole. Essi non utilizzano armi ma preferiscono combattere usando l'intero corpo. Il loro aspetto cambia in ogni capitolo della serie. In Dragon Age: Origins possiedono un colorito di pelle viola scuro, un muso allungato e indossano delle spalliere e dei pantaloni. Inoltre alcuni possono anche essere corazzati con un'armatura che li rende praticamente invincibili. In Dragon Age II possiedo un colorito di pelle viola chiaro tranne sul petto e nello stomaco dove li è di color giallo chiaro. Il muso diventa schiacciato. In Dragon Age: Inquisition indossano un'armatura come quella degli Hurlock, possiedono un colore di pelle bianco e il muso è scheletrico.

### Ghoul
Qualunque umano, elfo, nano o qunari che ha la sfortuna di non morire subito durante l'infezione della Corruzione, diventa un Ghoul. Pazzi dal dolore e con attitudini cannibali, queste povere creature, vengono imprigionate dalla Prole Oscura per essere usati come cibo. Anche gli animali possono essere infettati e, quelli che sopravvivono, diventano orribili bestie molto aggressive. Con la corruzione che scorre nel corpo, essi all'inizio diventano invisibile agli occhi della Prole Oscura mantenendo ancora un po' ricordi e coscienza. Con il passare del tempo i ricordi spariscono e il corpo comincia a cambiare. Alla fine diventano delle creature orride simili a zombie. Nonostante essi vengono infettati dalla Prole Oscura, quest'ultimi li considerano cibo e raramente si vedono Prole Oscura e Ghoul combattere insieme. Non possiedono abilità speciali, comunque li si vede maneggiare un'arma molte volte. Gli animali invece assumono un colore scuro di pelle e vengono addomesticati dalla Prole Oscura.

### Madre della Nidiata
Qualunque umano, elfo, nano o qunari di sesso femminile che ha la sfortuna di non morire subito durante l'infezione della Corruzione, possono essere trasformate in Madri della Nidiata, che daranno alla luce migliaia di nuovi Prole Oscura. Ogni specie di Prole Oscura nasce da una madre della nidiata di diversa specie: le umane generano gli Hurlock, le nane i Genlock, le elfe gli Shriek e le qunari gli Ogre. Possiedono un aspetto molto rivoltante: diventano mastodontiche con diversi tentacoli.

#### I Figli
In Dragon Age: Origins - Awakening, la Madre essendo una Madre della nidiata modificata a causa del rituale effettuato dall'Artefice, ha ottenuto la facoltà di procreare in modo asessuato un genere di Prole Oscura totalmente nuovo chiamati "I Figli". Questi sono una nuova forma di Prole Oscura unica che può creare solamente la Madre. Sono degli esseri intelligenti con sembianze mostruose e assomigliano a degli insetti e come quest'ultimi subiscono trasformazioni quando crescono. Essi nascono da dei bozzoli e appena nati hanno l'aspetto di una larva gigante. Successivamente escono da questo stadio di larva cambiando pelle come i serpenti assumendo una postura in piedi ma ingobbita su due zampe e inoltre gli crescono delle zampe anteriori lunghe. Infine, l'ultimo stadio è lo stadio adulto e dalla loro schiena fuoriescono sei zampe e contando quelle anteriori in totale sono otto zampe. Queste creature possono cibarsi degli altri Prole Oscura.

### Arcidemone
Quando uno degli antichi Dei-draghi del Tevinter viene infettato dalla Corruzione della Prole Oscura, dà origine a un arcidemone. La leggenda narra che fu il Creatore a imprigionare queste potenti creature nelle profondità della terra, come punizione per aver ingannato l'umanità, allontanandola da Lui con falsi culti. La Prole Oscura, per motivi ignoti, cerca questi draghi dormienti, e quando ne trova uno, lo contamina con la Corruzione, risvegliandolo dal suo letargo; a questo punto il mostro raduna l'orda e sale in superficie con l'intento di distruggere ogni cosa, così facendo si scatena un Flagello, ovvero, un'invasione di Prole Oscura. Un arcidemone non può essere ucciso da nessun comune essere vivente: ogni volta che un eroe riusciva a eliminarlo, rinasceva, trasferendo il suo spirito alla creatura corrotta più vicina e rimodellando a piacimento il corpo dell'ospite. Solo i Custodi Grigi riuscivano a bloccare il ciclo delle reincarnazioni e a distruggere in modo definitivo lo spirito dell'arcidemone ma a un prezzo, infatti il Custode Grigio che uccide un Arcidemone muore con esso. Gli Arcidemoni che hanno scatenati i cinque Flagelli sono in ordine di risveglio: Dumat, Arcidemone del Primo Flagello; Zazikel, Arcidemone del Secondo Flagello; Toth, Arcidemone del Terzo Flagello; Andoral, Arcidemone del Quarto Flagello e infine Urthemiel, Arcidemone del Quinto Flagello.

## Gerarchia
Nonostante siano delle creature oscure che uccidono tutto quello che incontrano, tra di loro comunicano ed esiste una scala gerarchica. Ogni categoria di Prole Oscura si distingue uno molto più dotato degli altri che comanda un gruppo di Prole Oscura diventandone il capo. Esso infatti assume l'approvazione della Prole Oscura e tutti lo seguono ed eseguono gli ordini. I Prole Oscura infatti sono divisi in gruppi e tutti guidati da un capo che viene chiamato "Capobranco" o "Alpha" e può comandare tutte le categorie o solo un genere di categoria di Prole Oscura. In un gruppo possono esserci anche degli "Emissari" che prendono ordini dal capo ma possono comandare i normali Prole Oscura. Di solito gli Emissari possiedono poteri magici. Quando c'è un Arcidemone, tutti i gruppi di Prole Oscura si uniscono e giurano fedeltà al drago e i Capobranchi dei gruppi diventano Generali dell'esercito di Prole Oscura. Quando non esiste un Arcidemone, spesso i gruppi di Prole Oscura combattono tra di loro, infatti fin dalla nascita combattono tra di loro per guadagnarsi il titolo di capo. Il capo più potente dei Prole Oscura è l'"Emissario Alpha". È estremamente intelligente, capace di utilizzare la magia e in grado di sottomettere anche i potenti Ogre. Questo può essere considerato il più potente dopo un Arcidemone.

## Vie Profonde
Quando si formarono i primi Prole Oscura essi comparirono nelle Vie Profonde, ovvero, una serie di strade costruite sottoterra dai nani che collegano ogni città del loro impero in tutto il Thedas. A poco a poco la Prole Oscura distrusse tutte le capitali dei nani fino a occupare tutte le Vie Profonde facendone la loro dimora. Solamente Orzammar e Kal Sharok riuscirono a sopravvivere all'ondata della Prole Oscura. Avventurarsi nelle Vie Profonde significa andare incontro a morte certa. Gli unici che hanno il coraggio di addentrarsi in tale zone sono i Custodi Grigi e la Legione dei Morti, quest'ultima è un gruppo di soldati nani il quale il loro compito è proprio quello di impedire l'avanzata della Prole Oscura. Ormai persino i nani temono addentrarsi tanto in profondità perché non hanno idea di cosa possa esserci oltre la Prole Oscura, perché molte volte si sono trovati antichi Thaig che non sapevano nemmeno l'esistenza e vi trovarono creature mostruose.

## I Sette
In Dragon Age: Inquisition la teoria sui sette magister che giunsero nella città d'oro del creatore e tornarono sotto forma di creature corrotte dando origine alla Prole Oscura può essere quella veritiera. Duemila prima dell'inizio della narrazione di Dragon Age: Origins la Prole Oscura non esisteva. Nell'antico impero Tevinter sette Magister al servizio degli antichi dei, attraverso la magia del sangue, entrarono nell'oblio per poi giungere nella città d'oro del creatore. Tuttavia a causa della loro mania di supremazia e potere il Creatore li cacciò e li fece ritornare sulla terra, e per punirli dell'abominio compiuto li trasformò in creature corrotte, trasformandoli nei primi Prole Oscura. Essendo diventati creature corrotte cominciarono a contagiare altre persone e poco a poco la Prole Oscura cominciava ad aumentare fino a diventare una vera e propria razza di creature oscure. Dopo tale azione dei sette magister nei secoli si perse ogni notizia e solamente due sono sopravvissuti nei secoli. Finora sono comparsi due dei sette.

### L'Artefice
In Dragon Age: Origins - Awakening l'Eroe del Ferelden incontra uno dei sette magister: colui che un tempo era l'alto sacerdote di Urthemiel, l'Artefice. Questi tuttavia non ricorda nulla del suo passato e crede di essere sempre stato una Prole Oscura e per un motivo strano ha mantenuto intatti il suo intelletto e la sua intelligenza.

### Corypheus
In Dragon Age II - Legacy appare un altro dei sette magister, Corypheus. Questi viene apparentemente ucciso dal Campione di Kirkwall in una prigione antica dei Custodi Grigi. Egli era l'alto sacerdote di Dumat, ed è anche colui che ha scatenato il primo Flagello. Appare anche in Dragon Age: Inquisition come principale antagonista e a differenza dell'Artefice lui si ricorda la sua vita passata e rivela di essere lui l'ideatore del piano per invadere la città d'oro.

## Flagelli
Quando un Arcidemone si risveglia scatena un "Flagello", e con la sua chiamata invia in superficie ogni Prole Oscura presente nelle Vie Profonde. Quando la Prole Oscura avverte il richiamo degli Arcidemoni si piombano subito in superficie e cominciano a distruggere ogni cosa, inoltre le faide che avvengono tra i vari gruppi sociali non avvengono più perché quando si scatena un Flagello, tali creature hanno un solo obiettivo: dirigersi in superficie e distruggere tutto. Finora ci sono stati cinque flagelli.

### Primo Flagello
1) La corruzione di Dumat
Nell'anno -395 dell'Era Antica, nel periodo di massimo splendore dell'impero Tevinter, sette Magister, ognuno un alto sacerdote di uno degli dei antichi, per mezzo della Magia del Sangue, aprirono un portale per la Città Dorata ed entrarono fisicamente nell'Oblio. Secondo la Chiesa di Andraste, le conseguenze furono catastrofiche: la città diventò nera, e i Magister tornarono nel mondo dei mortali storpiati e corrotti, trasformati in mostri—i primi Prole Oscura. La corruzione che portavano appresso infettò molte altre persone, trasformandoli in Prole Oscura. Secondo gli Archivi di Orzammar la Prole Oscura comparve per la prima volta sottoterra in quello stesso anno. Per puro caso, o forse per loro volontà, trovarono il drago Dumat nella sua prigione sotterranea e lo infettarono con la loro corruzione, liberandolo e trasformando l'antico dio del Tevinter nel primo Arcidemone. I Prole Oscura si moltiplicarono e, nell'anno -380 dell'Era Antica, attaccarono in massa gli insediamenti nanici, concentrandosi sulle Vie Profonde. I primi segni dell'arrivo dell'orda—viaggiatori e pattuglie naniche che sparivano misteriosamente—furono sporadici, nulla che potesse allertare i nani della catastrofe che stava per colpirli.
2) La versione della Chiesa
La Chiesa di Andraste sostiene che i Magister volessero usurpare il trono del Creatore, e che fu proprio la divinità in persona a maledirli e a scacciarli dalla Città Dorata per punire il loro orgoglio. Nella loro depravazione cercarono gli antichi dei e, trovando un dormiente Dumat sottoterra, diedero inizio al Flagello. I nani, d'altra parte, danno poco credito alla versione della Chiesa, ma riguardo all'origine della Prole Oscura, loro hanno soltanto delle teorie. Per quanto ne sanno i nani, i Prole Oscura apparvero per la prima volta sottoterra, invadendo le Vie Profonde e attaccando i Thaig più remoti a ovest, prima come piccoli gruppi e poi come un'orda che in pochi anni invase l'impero nanico. Tuttavia, se la versione della Chiesa e quella dei nani fossero entrambe vere, i Magister del Tevinter sarebbero entrati fisicamente nell'Oblio, sarebbero stati maledetti, sarebbero tornati, avrebbero trovato Dumat, avrebbero creato un esercito, e avrebbero invaso i Thaig a ovest, tutto nel giro di in anno. È probabile che i Magister stessero cercando Dumat già molto tempo prima del rituale. Alcuni eruditi dei Custodi Grigi credono che i sette fossero già a conoscenza del luogo in cui si trovasse Dumat, e che fosse stato lui stesso a istruirli su come raggiungere la Città Dorata.
3) L'impero nanico
Nonostante i nani possedessero una tecnologia avanzata, i Prole oscura li travolsero, distruggendo per primi i Thaig più remoti, impreparati a difendersi dall'orda che fuoriuscì dall'oscurità, nell'arco di pochi giorni. I Prole Oscura occuparono velocemente i Thaig da poco conquistati, usandoli come basi per invadere l'impero nanico, conquistando interi regni nel giro di pochi decenni. Quando il Primo Flagello ebbe inizio, Orzammar era nel bel mezzo di una guerra intestina. I più grandi membri della casta dei guerrieri erano impegnati a combattere in piccole scaramucce, o erano feriti. Quando giunse la notizia che l'orda dei Prole Oscura stava arrivando, Le famiglie dei nobili volevano assicurarsi la protezione dei propri Thaig, provocando così un chaos politico e una difesa disorganizzata. Il Concilio dei nani era concentrato sulle lotte intestine, e nel frattempo i Prole Oscura avanzavano, senza ostacoli, verso le porte di Orzammar. Aeducan, un nano della casta dei guerrieri, resosi conto che la razza dei nani andava incontro a una fine certa, prese il comando degli eserciti, invocò l'aiuto della casta dei fabbri per i rifornimenti di armi, e fece crollare le gallerie invase con l'aiuto della casta dei minatori, senza consultarsi ne con il Concilio ne con i nobili. Alla fine, Aeducan ne uscì vincitore, ma il prezzo della vittoria fu alto: moltissimi Thaig erano perduti, caduti in mano ai Prole Oscura. Come ricompensa per il suo eroismo, Aeducan venne proclamato Campione, con un voto quasi unanime del Concilio.
4) L'impero Tevinter
I Prole Oscura si servirono delle Vie Profonde per raggiungere ogni angolo del Thedas. Gli Archivi dicono che grossi contingenti di Prole Oscura incominciarono a evitare i Thaig fortificati, per attaccare la superficie da passaggi nascosti. I nani avvertirono i regni umani di loro conoscenza, ma non potevano assisterli in nessun modo. I Prole Oscura comparvero ai margini dell'impero Tevinter nell'anno -380 dell'Era Antica. Gli eserciti dell'impero cercarono di respingere le orde di Prole Oscura, ma non potevano essere in più posti contemporaneamente. Le truppe imperiali erano più che abili a combattere contro elfi e umani, ma non erano in alcun modo preparati all'inesorabile e implacabile sete di sangue dei Prole Oscura, di conseguenza l'impero cominciò a perdere la capacità di mantenere compatte le sue armate. Le orde di Prole Oscura continuarono a fuoriuscire dal sottosuolo, costringendo il Tevinter a cedere sempre più terreno, lasciando sole le periferie nel difendersi. Gli eserciti ricevettero l'ordine di proteggere Minrathous, la capitale, sopra ogni altra cosa. Intere città che si affidavano alla protezione degli eserciti imperiali vennero rase al suolo dai Prole Oscura. Con l'avanzare della Prole Oscura sulla superficie, l'ambiente circostante perse tutta l'umidita, la terra diventò nera e le piante divennero polvere. I cieli si riempirono di nuvole nere che oscurarono il sole. Vennero poi le malattie e la putrefazione. Il Flagello devastò le campagne, e gli abitanti dell'impero dovettero affrontare il fatto che Dumat, il loro dio, si era rivoltato contro di loro. Le offerte e le preghiere rivolte ai rimanenti dei antichi rimasero senza risposta, e molti incominciarono a mettere in dubbio la loro fede, alcuni arrivarono perfino a uccidere i sacerdoti e a bruciare i templi. La gente delle regioni settentrionali e orientali dell'impero si unirono in una rivolta. I Magister risposero, evocando i demoni e bruciando i loro cadaveri come monito verso tutti coloro che avrebbero osato ribellarsi. Ciononostante, l'impero incominciò a crollare dall'interno. Gruppi di cittadini furiosi e disillusi stavano riuscendo dove gli eserciti nemici dell'impero avevano fallito per secoli.
5) I Custodi Grigi
Nell'anno -305 dell'Era Antica, al culmine del Flagello, venne fondato l'ordine dei Custodi Grigi. I Custodi erano guerrieri veterani delle battaglie contro la Prole Oscura; umani, elfi e nani che avevano abbandonato i loro eserciti, i loro titoli, e le loro famiglie e si erano dedicati a fermare il Flagello a qualsiasi costo. La fortezza di Weisshaupt, quartier generale dei Custodi, venne costruita nelle Anderfel, una regione non attaccata pesantemente dai Prole Oscura, ma con una vicinanza strategica al Tevinter. Guidati da Carinus, il leggendario fondatore dell'ordine, i primi Custodi si misero in cerca di un modo per combattere con più efficacia i Prole Oscura. Le documentazioni scritte al riguardo dicono che uno di loro, Nakiri della foresta di Donark, fu il primo a suggerire di bere il sangue dei Prole Oscura, poiché la sua tribù era nota per la pratica di bere il sangue dei nemici, per acquisire i loro poteri. I primi Custodi si consultarono con alcuni maghi del Tevinter, che confermarono che vi era del potere nel sangue, dato che a quei tempi la Magia del Sangue era una pratica comune nell'impero, così i Custodi cominciarono a studiare le pratiche del Tevinter e della tribù di Nakiri. Alcuni schiavi elfici fornirono molte conoscenze segrete tramandate dall'antica Arlathan, a condizione che i Custodi trattassero gli elfi al pari delle altre razze, e che una volta concluso il Flagello li avessero aiutati a ottenere la libertà. Durante la fondazione dei Custodi Grigi erano presenti molti noti guerrieri nanici, guidati dal Campione Moroc il Maglio. Essi condivisero con i loro alleati Custodi tutte le loro conoscenze riguardanti la Prole Oscura. Tutte queste scoperte portarono alla creazione del rituale dell'Unione, che si rivelò fondamentale per il loro successo. Coloro che si sottoposero al rituale diventarono immuni alla corruzione, divennero in grado di avvertire la presenza dei Prole Oscura, ed erano in grado di "sentirli" comunicare tra di loro. Questa fu anche la prima vera prova che i Prole Oscura agivano secondo una forza motivante centralizzata.
5/2) L'assedio di Nordbotten
La prima battaglia nota dei Custodi Grigi fu combattuta a Nordbotten, una città delle Anderfel assediata dai Prole Oscura. Le documentazioni raccontano che i Custodi, cavalcando gli oramai estinti grifoni, piombarono sulle linee dei Prole Oscura, e ogni Custode fronteggiò dieci o più nemici alla volta. Il primo e leggendario successo dei Custodi Grigi nell'assedio di Nordbotten non fu un'esagerazione storica. I Prole Oscura erano disorientati, incapaci di distinguere i Custodi dai loro simili, e la battaglia fu un'importante vittoria. Divenne il punto di svolta del Primo Flagello, ciò che diede alla gente del Thedas un po' di speranza, tanto necessaria in quel momento. I Custodi incominciarono quindi una campagna aggressiva contro i Prole Oscura, riconquistando terre ormai considerate perdute. Costruirono fortezze e postazioni strategiche e crebbero tanto di reputazione quanto di numero, reclutando gente di ogni razza e provenienza. Essendo privi di alcuna signoria temporale, erano liberi di sacrificare villaggi e fortezze che non potevano essere riconquistate, risparmiando così le forze per gli scontri che contavano davvero.
6) La creazione dei golem
Nell'anno -255 dell'Era Antica, Caridin, un nano della casta dei fabbri, scoprì un metodo per creare un construtto fatto di acciaio o di pietra, dotato di una grande forza e di un'elevata capacità di sopravvivenza. Questi automi viventi, chiamati golem, diventarono l'arma più efficace dei nani contro la Prole Oscura. Per la prima volta dall'inizio del Flagello, i nani riuscirono a riconquistare molti Thaig e molte sezioni delle Vie Profonde che da tempo erano considerate perdute. Caridin venne proclamato Campione, e i golem divennero la spina dorsale degli eserciti nanici, alcuni di loro vennero addirittura spediti nel Tevinter o da alcuni gruppi di maghi. Tuttavia, per dare vita a un golem era necessaria l'anima di un nano vivente. All'inizio, gruppi di volontari cedettero volontariamente le loro anime, ma poi si alzarono polemiche e preoccupazioni quando non si trovarono più volontari. L'allora monarca dei nani, re Valtor, divenne avido, e costrinse molti senzacasta, criminali e molti suoi avversari politici a diventare dei golem. Caridin si oppose al re e, dopo sei anni di creazione senza sosta, lui stesso fu trasformato in un golem. Nell'anno -248 dell'Era Antica, proprio quando i nani credevano di stare vincendo contro i Prole Oscura, Caridin sparì, portandosi dietro il segreto della creazione dei golem. Molti furono accusati di aver giocato un ruolo nella sua scomparsa, ma non venne mai trovato un colpevole. Vennero inviate molte spedizioni nelle Vie Profonde per cercarlo, ma vennero tutte respinte dai Prole Oscura. Dopo anni di dibattiti nel Concilio, la regna Getha inviò l'intera Legione d'Acciaio, una legione composta da 126 golem, nelle Vie Profonde, allo scopo di ritrovare il Campione. Nessuno di loro fece ritorno. Il Concilio dichiarò Caridin morto, spegnendo così ogni scintilla di speranza. A causa della perdita incalcolabile della Legione d'Acciaio, a tutti i reggimenti di golem fu proibito di combattere nelle Vie Profonde, E la regina Getha fu costretta ad abdicare.
7) Prima uccisione di Dumat
Nel frattempo, in superficie, i Custodi grigi ottennero grandi successi negli anni seguenti alla loro fondazione. Un gruppo di soldati delle Anderfel riuscì addirittura a uccidere Dumat mentre questi fuggiva da un'offensiva dei Custodi. I festeggiamenti, tuttavia, furono interrotti sul nascere quando Dumat riapparve, illeso, alcuni giorni dopo. Negli anni che seguirono, gli studiosi dei Custodi Grigi scoprirono che con l'uccisione del suo corpo mortale l'anima di Dumat si era trasferita nel corpo del Prole Oscura più vicino, facendogli cambiare forma e tramutandolo in un drago corrotto. Sembrava che finché fosse rimasto anche un singolo Prole Oscura, Dumat avrebbe potuto continuare a reincarnarsi, cosa che di fatto lo rendeva immortale. I Custodi Grigi erano disperati. Alla fine, gli studiosi dei Custodi Grigi teorizzarono che se a uccidere Dumat fosse stato un Custode Grigio, per via dei loro legami con la Prole Oscura, la sua anima si sarebbe trasferita nel corpo del Custode che lo avesse ucciso. Ma a differenza dei Prole Oscura, il corpo di un Custode possiede già un'anima, e il paradosso che ne sarebbe seguito avrebbe ucciso sia il Custode sia l'Arcidemone.
8) La Battaglia dei Campi Silenti
Nell'anno -203 dell'Era Antica i Custodi formarono un esercito formidabile composto in gran parte da soldati del Tevinter, nani, Rivainani e Ciriani. In un assalto coordinato, uccisero Dumat e sconfissero i Prole Oscura nella Battaglia dei Campi Silenti. Un terzo di tutti gli eserciti degli uomini cadde durante la battaglia. Le documentazioni non riportano il nome del Custode che sacrificò la sua anima per uccidere Dumat, passato alla storia come "La Sentinella", poiché molti Custodi hanno lottato contro di lui, e la morte dell'Arcidemone provocò la morte di sette o più di loro. Dumat non ricomparve negli anni che seguirono. Sebbene i Prole Oscura fossero ancora numerosi, e le lotte persistettero, senza l'Arcidemone a guidarli, diventarono disorganizzati e nell'anno -195 dell'Era Antica furono ricacciati sottoterra. Per il mondo della superficie, il Flagello era finito.
9) Conseguenze
A) I Custodi Grigi
Per merito della loro vittoria, i Custodi Grigi stipularono degli accordi con le nazioni del Thedas, assicurando i loro diritti e consolidando la loro autorità. Gli venne concesso il Diritto di Coscrizione, grazie al quale avrebbero potuto arruolare chiunque tra le loro file. I Custodi giurarono di rimanere vigili contro futuri attacchi della Prole Oscura in superficie e ribadirono costantemente la possibilità che si scatenasse un nuovo Flagello, anche se molti nel Thedas non vollero ascoltarli.
B) I regni nanici
Poco tempo dopo che il mondo in superficie dichiarò vittoria e i Prole Oscura furono ricacciati sottoterra, essi continuarono ad attaccare l'indebolito impero nanico. Senza un'Arcidemone a guidarli gli attacchi dei Prole Oscura non furono più coordinati, ma riuscirono a compensare la mancanza di concentrazione con la ferocia e la forza dei numeri. I nani che sopravvissero ci riuscirono solo con una stretta cooperazione e sigillando gran parte delle Vie Profonde. Le comunicazioni tra i Thaig rimasti cominciarono a interrompersi, visto che anche se ogni Thaig era un regno a parte con il suo re, tutti i Thaig avevano giurato fedeltà al re di Orzammar. Nell'anno -40 dell'Era Antica, re Threestone di Orzammar, con il consenso del Concilio e con grande rammarico, ordinò che tutte le Vie Profonde dei rimanenti regni nanici venissero sigillate per sempre. In appena un decennio, giunse a Orzammar la notizia che Hormak e Gundaar erano cadute. Kal-Sharok, l'antica capitale dell'ormai caduto impero nanico, non aveva alcun accesso diretto alla superficie e da lì non giunse alcuna notizia, ciò portò i nani di Orzammar a credere che il loro Thaig fosse l'ultimo rimasto.
C) La prigione nelle Montagne Vimmark
Durante il Flagello, nell'anno -189 dell'Era Antica, i Custodi Grigi si imbatterono in un gruppo di Prole Oscura intelligenti, riuscendo a catturare il più forte di loro, un emissario della Prole Oscura chiamato Corypheus. Il Custode Anziano Sashamiri usò il sangue di Dumat per sigillare Corypheus in una prigione da loro costruita, nascosta nelle Montagne Vimmark, nei Liberi Confini. Essi speravano di poter esaminare Corypheus, ma ben presto abbandonarono il piano e la stessa prigione, poiché si erano resi conto che Corypheus aveva il potere di influenzare le persone intorno a lui con la corruzione. Quando riuscì a liberarsi dal sigillo, nell'Era del Drago, Corypheus menzionò di essere entrato nella Città Dorata, ma non era al corrente delle sue condizioni, ignaro di tutto il tempo trascorso da allora.
D) L'ascesa di Andraste
Anche dopo la fine del Flagello, il Tevinter continuò a controllare la maggior parte del continente in qualità di unica nazione organizzata del Thedas, ma il suo esercito era sparpagliato, e il suo morale era a pezzi. Approfittando dello stato di grande debolezza dell'impero, la profetessa barbarica Andraste, ventotto anni dopo, guidò la prima Sacra Marcia contro l'impero.

### Secondo Flagello
1) L'inizio del Secondo Flagello
Guidati stavolta dall'Arcidemone Zazikel, i Prole Oscura comparvero dalle montagne a sud delle Anderfel. Rispetto al precedente Flagello erano meglio preparati contro i Custodi Grigi, e il loro primo assalto sulla superficie portò alla distruzione della città di Nordbotten—Lo stesso luogo dove i Custodi Grigi comparvero per la prima volta sul campo di battaglia—e di Hossberg, prima che potesse essere organizzata una difesa in risposta all'orda nemica. I difensori vennero quasi tutti massacrati, e pochi Custodi riuscirono a scappare. Proprio come era accaduto durante il Primo Flagello, l'impero Tevinter dovette abbandonare una vasta parte del suo territorio nel tentativo di proteggersi meglio. Le Anderfel furono tra i primi territori a essere abbandonati dall'impero. Senza una difesa significativa a ostacolarli, i Prole Oscura si spostarono verso est, finendo per raggiungere ogni angolo del continente.
2) La Battaglia di Cumberland
Venuto a sapere dell'inizio di un nuovo Flagello, Kordillus Drakon, fondatore e primo Imperatore dell'allora giovane impero Orlesiano, invocò l'aiuto dei maghi, consentendogli di usare liberamente i loro poteri contro la Prole Oscura. Questo portò alla firma dell'Accordo Nevarriano con l'Inquisizione, nell'anno 1:20 Era Divina, e alla fondazione del Circolo dei Magi, dell'Ordine dei Templari, e dei Cercatori della Verità. I maghi si dimostrarono essere degli alleati essenziali in battaglia, e l'esercito Orlesiano, sotto la brillante guida dell'Imperatore Drakon, ottenne una serie di vittorie significative contro l'orda, che permise agli Orlesiani di salvare le città-stato indipendenti dei Liberi Confini da una distruzione certa. Nell'anno 1:16 Era Divina, l'esercito di Drakon unì le forze con i Custodi Grigi Nevarriani, vincendo così l'ardua Battaglia di Cumberland. Anche se il Flagello era appena agli inizi, questa vittoria salvò gran parte dei Liberi Confini dalla distruzione. Gli eserciti di Drakon combatterono in prima linea in tutte le battaglie più importanti contro i Prole Oscura. Si portarono dietro il Canto della Luce, e costruirono chiese ovunque andassero. Per tutto questo tempo, gli elfi delle Valli rimasero neutrali, senza dare aiuto a nessuno. Le tensioni fra umani ed elfi si alzarono in particolar modo quando la città di Montsimmard, nell'Orlais, venne quasi distrutta dai Prole Oscura nell'anno 1:25 Era Divina, mentre l'esercito degli elfi osservava da lontano. In realtà, gli elfi ritenevano che l'impero di Drakon non fosse migliore dell'impero Tevinter, ed erano ben felici di vedere i Prole Oscura distruggerli. Ameridan, l'ultimo Inquisitore della prima Inquisizione, un mago elfico e migliore amico di Drakon, la pensava diversamente, sapendo che se i Prole Oscura non fossero stati fermati avrebbero distrutto tutto quello che il suo popolo aveva ottenuto. Avrebbe guidato lui stesso gli elfi contro il Flagello se Drakon non lo avesse mandato in missione per fermare un culto di Avvar ostili chiamati "Le fauci di Hakkon", che erano riusciti a far reincarnare il dio che veneravano nel corpo di un drago, allo scopo di attaccare l'Orlais. Ameridan, scoprendo che lo spirito che i cultisti avevano vincolato al drago avrebbe reso la creatura potente quanto Dumat, e sapendo che l'Orlais non avrebbe potuto resistere a un'invasione combinata degli Avvar e dei Prole Oscura, entrambi sotto il comando di un drago in possesso di un potere inimmaginabile, riuscì a intrappolare sé stesso e il drago in un sigillo magico temporale. Drakon era troppo occupato a combattere il Flagello, così non poté mai mandare nessuno ad aiutare l'amico, e di conseguenza, gli elfi delle Valli rimasero neutrali per tutta la durata del Flagello. Nell'anno 1:31 Era Divina, i Prole Oscura raggiunsero Minrathous, capitale del Tevinter. Anche se non riuscirono a saccheggiare la città, la quantità di risorse utilizzate per difendere la capitale indebolì ancora di più l'impero.
3) L'assedio di Weisshaupt
Nell'anno 1:33 Era Divina, i Prole Oscura assediarono direttamente la fortezza di Weisshaupt, combattendo proprio alle porte del quartier generale dei Custodi Grigi. I Custodi resistettero, ma senza le risorse sufficienti e con l'orda di Prole Oscura che si moltiplicava proprio davanti alle loro porte, sarebbe stata solo una questione di tempo prima che i Custodi Grigi d'elite sarebbero caduti per la fame o per la fatica. In quel momento gli eserciti Orlesiani marciavano verso nord, poiché Drakon intendeva conquistare l'indebolito Tevinter, ma poi l'Imperatore cambiò idea, e decise così di aiutare i Custodi Grigi. Gli eserciti Orlesiani fermarono l'assedio di Weisshaupt proprio quando la fortezza stava per cedere. I Custodi rimasero così impressionati da Drakon che si convertirono subito al Canto della Luce. Le forze unificate si mossero verso nord per salvare ciò che era rimasto delle Anderfel, portandole così alla loro conversione alla chiesa e, un anno più tardi alla loro annessione all'impero Orlesiano. Nell'anno 1:45 Era Divina Drakon morì di vecchiaia, e gli succedette il figlio, Kordillus secondo. A differenza di suo padre, Kordillus secondo fece ben poco per rafforzare le difese contro il Flagello, e quando terminò, interi villaggi erano stati distrutti e molte vite erano state perdute. Non possedeva neppure l'abilità politica di suo padre, e così nell'anno 1:65 Era Divina le Anderfel proclamarono la loro indipendenza.
4) L'unificazione degli Alamarri
Nell'anno 1:40 Era Divina Hafter, un guerriero Alamarri, unificò le tribù della valle Fereldiana contro i Prole Oscura. Sconfisse prima le armate di Prole Oscura, e poi, nell'anno 1:50 Era Divina, le forze combinate dei Chasind e degli Avvar che speravano di sfruttare il Flagello a loro vantaggio. Hafter venne nominato primo Teyrn degli Alamarri.
5) Le battaglie all'Accesso Occidentale
L'Accesso Occidentale fu teatro di molte battaglie durante il Secondo Flagello, e in quell'area i Custodi Costruirono molte fortezze per affrontare i Prole Oscura. Le orde sciamavano in superficie da una grande spaccatura del terreno a sud chiamata "La Breccia Abissale". La fortezza di Adamant, costruita dai nani e usata dai Custodi Grigi come avamposto, divenne un simbolo del coraggio e delle abilità dei Custodi.
6) La Battaglia di Porto Brullo
Nell'anno 1:95 Era Divina, l'ultima battaglia del Secondo Flagello fu combattuta a Porto Brullo, nei Liberi Confini, da un esercito di umani guidato dai Custodi Grigi. I Custodi avevano preparato una trappola per Zazikel a Porto Brullo, ma scoprirono che in qualche modo l'Arcidemone era a conoscenza della trappola, e si ritrovarono circondati dai Prole Oscura. Entrambe le parti subirono perdite pesanti, Ma alla fine Zazikel venne ucciso dal Custode Grigio Corin. La maga Neriah, sua compagna tra i Custodi e amante, si sacrificò usando il suo corpo come scudo per difendere Corin dal fulmine di un emissario. Morì sul colpo, ma permise a Corin di farsi largo tra i Prole Oscura e di affondare la spada nell'Arcidemone, uccidendo se stesso e la bestia, mettendo così fine al Secondo Flagello.
7) Conseguenze
Con l'uccisione dell'Arcidemone, i Prole Oscura furono di nuovo ricacciati sottoterra. Il periodo che ne seguì fu chiamato "La Ricostruzione". Scambi commerciali, cultura e religione prosperarono, e l'era seguente fu chiamata Era della Gloria, poiché era prevista una grande rinascita del mondo. Molti credevano che il Secondo Flagello sarebbe stato l'ultimo. Anche se la giovane Chiesa fu oscurata dal Flagello, essa continuò a diffondersi rapidamente per i successivi cento anni. Nonostante i gloriosi trionfi degli Orlesiani in molte battaglie, l'impero andò incontro a un lento declino. Le Anderfel rimasero indipendenti. Dalla fine del Secondo Flagello, le terre dell'Accesso Occidentale rimasero corrotte senza alcuna speranza di recupero, e il velo divenne particolarmente sottile in quella regione.

### Terzo Flagello
1) Panoramica del Terzo Flagello
I Prole Oscura, Guidati dall'Arcidemone Toth, attaccarono le città a sud del Tevinter di Marnas Pell e Vyrantium, e le città Orlesiane di Arlesans, Churneau e Montsimmard. I Custodi Grigi organizzarono la difesa e, nonostante le pesanti perdite nelle città assediate, i Prole Oscura furono respinti. Le battaglie più significanti del Terzo Flagello furono di una portata enorme, a confronto con quelle dei precedenti Flagelli. Nell'anno 3:18 Era delle Torri l'orda si spostò a est, concentrandosi sui meno difesi Liberi Confini, attaccando le città-stato che sorgevano lungo il fiume Minanter. All'inizio l'Orlais e il Tevinter non fecero nulla, preferendo ricostruire le loro terre sacceggiate. Tuttavia, facendo pressione costantemente, i Custodi Grigi convinsero entrambe le nazioni a inviare degli aiuti.
2) La battaglia della Brughiera del Cacciatore
Nell'anno 3:25 Era delle Torri, le armate combinate dei Custodi Grigi, del Tevinter e d'Orlais si unirono alla Brughiera del Cacciatore, a Nevarra, e distrussero Toth in una delle battaglie più sanguinose della storia del Thedas. si dice che i cadaveri dei Prole Oscura vennero ammucchiati a centinaia e dati alle fiamme. Con la morte dell'Arcidemone, il Terzo Flagello si concluse. Fu considerato relativamente breve rispetto agli altri Flagelli.
3) Conseguenze
In quello stesso anno le città-stato dei Liberi Confini, mentre festeggiavano la fine del Flagello, vennero attaccate di sorpresa dalle armate vincitrici che si rivoltarono contro di loro. L'Orlais si prese Nevarra, mentre il Tevinter reclamò la Brughiera del Cacciatore. I Liberi Confini si ribelarono e alla fine, nell'anno 3:49 e nell'anno 3:65 Era delle Torri, Nevarra e la Brughiera del Cacciatore reclamarono la loro indipendenza.

### Quarto Flagello
1) L'inizio
Antiva fu la prima nazione a essere attaccata dai Prole Oscura. Gli Antivani furono completamente colti di sorpresa e i Prole Oscura saccheggiarono tutta Antiva. Solo la capitale, Antiva City, riuscì a resistete. Senza nessuna forza a ostacolarli, i Prole Oscura sciamarono nel Rivain e nei Liberi Confini. Nel frattempo, Antiva City chiuse le sue porte. nonostante ciò, i rifugiati continuarono ad arrivare ad Antiva City, accampandosi in massa davanti alla capitale.
2) La caduta di Antiva City
Il re Elaudio e la regina Giuvana di Antiva invocarono l'aiuto dei Custodi Grigi. Il Comandante dei Custodi Grigi Antivani, Turab, radunò un contingente di Custodi Antivani verso la capitale e ordinò a un reggimento di cavalcatori di grifoni di aiutare nell'evacuazione della città. Fra di loro vi erano due elfi: l'arciere Garahel e sua sorella, la maga Isseya. i Custodi suggerirono di abbandonare Antiva immediatamente, ma i due regnanti insistettero nel voler difendere la capitale dai Prole Oscura, ignorando gli avvertimenti dei Custodi sul fatto che la città non era pronta a far fronte a un assedio. Molti dei capitani delle navi ancora in città decisero di scappare attraverso la baia di Rialto, riducendo i mezzi di fuga per la città. Alla fine, esasperati per l'errore di giudizio dei sovrani, le guardie reali Antivane si rivoltarono contro di loro, uccidendo re Elaudio prima di essere fermati dai Custodi Grigi. Per mantenere alto il morale, fu annunciato che il re fosse stato ucciso dai Prole Oscura. Proprio mentre i Custodi e i rimanenti membri della famiglia reale preparavano la ritirata, venne aperta una breccia tra le mura e i Prole Oscura sciamarono nella città. L'Arcidemone Andoral stesso attaccò i Custodi appena fuori da Antiva City, uccidendo il Comandante Turab e molti dei Custodi, insieme con i membri sopravvissuti della famiglia reale, che i Custodi avevano cercato di mettere in salvo. Garahel e Isseya, insieme alla mercenaria Amadis Vael e un mago dei Corvi di Antiva chiamato Calien, lanciarono un attacco diversivo contro l'Arcidemone, in modo da far guadagnare ai Custodi sopravvissuti il tempo di scappare. Dopo uno scontro intenso, riuscirono a distrarre l'Arcidemone e a scappare.
3) L'evacuazione di Wycome
I Custodi sopravvissuti si raggrupparono nella città di Wycome, nei Liberi Confini. I cittadini locali dedicarono tutte le loro forze per fortificare la città. Sapendo che ciò non sarebbe stato sufficiente per resistere contro i Prole Oscura, il Comandante dei Custodi dei Liberi Confini, Senaste, fece costruire ai Custodi dei carri improvvisati trainati dai grifoni che avrebbero potuto usare per far evacuare la popolazione. Isseya supervisionò il progetto, mentre Garahel inviò messaggi e richieste di supporto a nobili e forze militari per conto di Amadis Vael. Anche se non furono in grado di fare evacuare tutti prima che la città cadesse, i Custodi riuscirono a inviare un gran numero di rifugiati a Porto Brullo.
4) Altri fronti
Hossberg, la capitale delle Anderfel, venne assediata ancora una volta dai Prole Oscura. Nell'impero Tevinter, ci fu l'assedio di Marnas Pell, ma grazie all'aiuto dei nani di Orzammar, l'assedio venne respinto senza perdite. I nani ricevettero molti riconoscimenti dall'Arconte in carica e uno di loro diventò addirittura Campione. L'Orlais fu attaccata da forze ridotte e respinse i Prole Oscura all'interno dei suoi confini, ricacciandoli sottoterra. Il Tevinter si rifiutò di inviare rinforzi nei Liberi Confini e nelle Anderfel, indebolito dall'ultima Sacra Marcia contro l'impero, mentre l'Orlais commise solo un atto simbolico. I Prole Oscura avanzarono anche nel Sottosuolo e conquistarono il Thaig Ortan.
6) L'assedio di Hossberg
Negli otto anni che seguirono, Hossberg fu assediata ripetutamente dai Prole Oscura. Garahel fu promosso al grado temporaneo di Comandante di campo, e gli fu ordinato di guidare la difesa contro l'assedio. Finalmente, negli ultimi giorni dell'anno 5:19 Era Sacra, i Custodi Grigi riuscirono a individuare un ingresso per le Vie Profonde che i Prole Oscura stavano sfruttando per mandare rinforzi nelle Anderfel e per continuare l'assedio. Isseya guidò un piccolo gruppo di assalto fuori da Hossberg a cavallo dei grifoni, con l'obbiettivo di far collassare il passaggio. Nonostante le perdite riuscirono a far crollare l'ingresso, e i Prole Oscura non poterono più ricevere rinforzi. ora che i Prole Oscura erano isolati, Garahel guidò la maggior parte dei Custodi Grigi e le guardie reali delle Anderfel a nord-ovest della città, contro l'orda principale dei Prole Oscura. Nel frattempo, un altro contingente di Custodi Grigi comandati da Isseya aprì un secondo fronte a sud della città. I Custodi minarono l'area con i "bruciacieli" – una versione modificata degli esplosivi al lyrium nanici, ricevuti in dono da Orzammar – sui quali misero come esca delle armi di qualità per attirare in trappola i Prole Oscura. Un gran numero di Prole Oscura venne distrutto dalle esplosioni, poi ci fu la carica dei Custodi, che massacrarono i Prole Oscura e li costrinsero a ritirarsi verso il fiume Lattenflus. Grazie anche al successo dell'esercito principale, l'assedio di Hossberg fu finalmente fermato nei primi giorni dell'anno 5:20 Era Sacra.
7) L'esercito di Garahel
Nonostante tutti i successi ottenuti, l'anno 5:21 Era Sacra fu il periodo più terribile del Flagello. I Liberi Confini furono quasi del tutto devastati, e i Prole Oscura cominciarono a spingersi verso ovest. In risposta a una richiesta di aiuto da parte di Garahel in persona, la regina Mariwen delle Anderfel accettò di inviare l'esercito reale delle Anderfel ad aiutare i Custodi nella loro campagna contro i Prole Oscura. La fortezza di Haine diventò un avamposto di fortuna dei Custodi, e un rifugio chiamato "Il Ritiro" venne scavato nella montagna, in modo da accogliere i cittadini in fuga da Cumberland e Kirkwall. Kirkwall venne fatta evacuare con lo stesso metodo che i Custodi, anni prima, avevano usato per far evacuare Wycome. A causa di un grifone rabbioso, una comitiva di carri si perse mentre arrivavano i Prole Oscura, ma i restanti carri riuscirono a raggiungere la fortezza. Con l'aiuto del campione di Porto Brullo, i Custodi riuscirono a far evacuare centinaia di rifugiati verso la fortezza di Haine. Nel frattempo, Garahel creò un esercito formidabile, composto da vari gruppi di mercenari: una compagnia di maghi eretici chiamata "il Circolo spezzato", un gruppo di nani senzacasta e nani di superficie chiamato "I bastardi della Pietra", e un gruppo di elfi ex schiavi dell'impero Tevinter chiamato "I Senzapadrone". Nell'anno 5:22 Era Sacra Garahel radunò i Custodi orlesiani e delle Anderfel e marciò verso Porto Brullo. Garahel organizzò un'alleanza con i Liberi Confini, e l'esercito unificato si spinse a nord
8) La Battaglia di Ayesleigh
Nell'anno 5:24 Era Sacra, i Prole Oscura vennero finalmente respinti da Rivain e da Antiva. Le forze alleate decisero di sfruttare questa opportunità per tentare di attirare l'Arcidemone stesso in battaglia, così da poter porre fine al Flagello. Amadis Vael guidò le armate di terra dal carro di Arvaud appena fuori dalla città di Ayesleigh, con Ser Gaston de Montfort alla guida della cavalleria. Anche il campione di Porto Brullo combatté fra le loro file. Le armate di terra attaccarono i Prole Oscura li presenti, e prepararono un'imboscata per l'Arcidemone. Simultaneamente, Garahel guidò un reggimento di Custodi Grigi a cavallo dei grifoni sui cieli sopra Ayesleigh. Servendosi di una versione più piccola degli esplosivi "bruciacieli", i Custodi distrussero la città sottostante con effetti devastanti, causando pesanti perdite dell'orda. I Prole Oscura non avevano alcun modo per combattere i Custodi a cavallo dei grifoni, e lo stesso Arcidemone fu costretto a scendere sul campo di battaglia. I Custodi attaccarono, con l'intenzione di far infuriare la bestia e di spingerla verso le truppe di terra. Purtroppo però, persero il controllo dei loro grifoni rabbiosi, indebolendo il reggimento. Solo alcuni grifoni seguirono la ritirata, mentre gli altri si accanirono contro l'Arcidemone. Rimasti isolati, i Custodi a cavallo dei grifoni si concentrarono interamente su Andoral. Anche se la maggior parte di loro vennero uccisi nella battaglia che ne seguì, l'insolita ferocia dei grifoni rabbiosi si rivelò molto efficace nel danneggiare Andoral, strappandogli pezzi di carne, e con l'aiuto degli arcieri e dei maghi i Custodi riuscirono a spezzare una delle sue ali. Andoral precipitò sulle strade di Ayesleigh. I Custodi avanzarono nella città per dargli il colpo di grazia, solo per scoprire che Andoral li aveva attirati in trappola: precipitando aveva costretto i Custodi sui grifoni a concentrarsi su una schiera di arcieri di Prole Oscura, facendogli subire ulteriori perdite. Con solo tre Custodi Grigi rimasti, Garahel indirizzò il suo grifone verso Ayesleigh, evitando per un soffio gli arcieri e gli attacchi dell'Arcidemone, prima di poter infine affondare la sua lama in una ferita alla base del collo dell'Arcidemone, infertagli dai grifoni rabbiosi, uccidendo finalmente la bestia. Il Quarto Flagello si concluse–e Garahel morì, poiché avea eseguito il dovere finale di un Custode Grigio, sacrificando la sua vita per uccidere Andoral. Il capitano Lambert Valmont dell'esercito imperiale Orlesiano, durante la battaglia, faceva parte del reggimento Orlesiano delle armate di terra. Lambert disubbidì agli ordini e aiutò le armate Antivane, salvando loro e il loro re, Azar Adalberto Campana da una morte certa. Per ringraziare il suo salvatore il re lo elevò allo status nobiliare, concedendogli addirittura in sposa sua figlia, e quando Lambert tornò a Orlais, l'imperatore si sentì obbligato a fare altrettanto e lo nominò marchese.
9) Conseguenze
Gli effetti del Flagello persistettero nelle Anderfel e nelle Vie Profonde ma vennero ignorati da tutti, fatta eccezione per i Custodi Grigi. Moltissimi Prole Oscura erano stati uccisi durante il Flagello, e questo portò la gente a credere, a torto, che non sarebbero più tornati. Quest'idea persistette nei secoli successivi alla battaglia di Ayesleigh, arrivando infine a ostacolare gli sforzi dei Custodi per respingere i Prole Oscura la prossima volta che sarebbero tornati sotto il comando di un Arcidemone, poiché i regni della superficie erano convinti che l'inizio di un nuovo Flagello sarebbe stato impossibile. A Garahel fu riservato un funerale da eroe, a cui parteciparono re e imperatori da tutto il Thedas. Come richiesto dalle ultime volontà di Garahel, le sue armi e la sua armatura furono restituite ai Custodi Grigi e poste in una lapide commemorativa alla fortezza di Weisshaupt, adornata con le corna strappate dalla carcassa di Andoral, con l'eccezione del suo elmo, che venne perduto durante la Battaglia di Ayesleigh. Con i loro numeri decimati dal Flagello, i grifoni alla fine si estinsero. La causa fu una malattia creata da una versione dell'Unione modificata da Isseya allo scopo di rendere i grifoni più veloci e più forti. Questa malattia diventò contagiosa e infettò i grifoni, rendendo quelle creature nobili incontrollabilmente aggressivi. Il Primo Custode, la guida assoluta dell'ordine, ordinò l'abbattimento di tutti i grifoni che mostravano segni dell'infezione o che erano sospettati di essere infetti. Isseya cercò instancabilmente una cura ai Circoli dei Magi dei Liberi Confini e dell'impero Tevinter, ma senza successo. Giudicando i futuri Custodi non idonei ad addestrare i grifoni, Isseya nascose trenta uova di grifone, prodotti dal grifone di Garahel, "Coda Spavalda", e dal grifone di Amadis Vael, "Fumo", purificate dalla malattia, in una tana di un drago nelle Andefel, dentro a quella che in seguito sarebbe stata chiamata "La grotta della sposa rossa", fino a che l'epidemia non fosse sparita, e lasciò degli indizi a Weisshaupt, così che un mago elfico potesse trovare le uova e far rinascere la specie.

### Quinto Flagello
1) Il risveglio di Urthemiel
L'Artefice, uno dei sette Magister del Tevinter che entrarono nella Città Dorata, ora trasformato in un Prole Oscura, trovò l'antico dio Urthemiel e tentò di purificarlo facendogli bere il sangue dei Custodi Grigi, nella speranza di liberare i Prole Oscura dal richiamo degli dei antichi. Tuttavia l'esperimento fallì, e invece di essere purificato Urthemiel venne corrotto e trasformato in un Arcidemone. Con un Arcidemone a guidarli e a radunarli, i Prole Oscura diedero vita a un'orda dalla forza considerevole. Le terre a sud del Ferelden furono le prime a essere invase dai Prole Oscura. Servendosi delle Vie Profonde, i Prole Oscura comparvero nelle foreste delle Selve Korkari. In quel momento il Ferelden era un bersaglio ideale. La nazione era indebolita per via della ribellione di 30 anni prima, quando re Maric Theirin il Salvatore scacciò gli invasori Orlesiani dal Ferelden. Peggio ancora, ai Custodi era stato permesso solo di recente di tornare nel Ferelden, ed erano veramente pochi. I primi segnali del Flagello furono percepiti dai Custodi nell'anno 9:25 Era del Drago, ma la maggior parte dell'orda venne scoperta molto tempo dopo. Gli studiosi nanici, tuttavia, collocano l'inizio del Flagello molti anni prima, nell'anno 9:13 Era del Drago, a seguito della caduta di Bownammar. Secondo gli archivi nanici, l'orda comandata da Urthemiel era la più numerosa che si fosse mai vista.
2) Il ruolo dei Custodi Grigi
Da lungo tempo, ai Custodi Grigi era stato affidato il dovere di uccidere gli Arcidemoni, in modo da porre fine ai Flagelli. Ma con così pochi di loro nel Ferelden, il Comandante dei Custodi Fereldiani, Duncan, si mise in cerca di potenziali reclute. Prima dei reclutamenti di Ostagar, possibili candidati a diventare Custodi Grigi vennero cercati a Denerim, Altura Perenne, Orzammar, il Circolo dei Magi del lago Calenhad, e la foresta di Brecilian. Venuto a sapere dell'inizio di un nuovo Flagello, re Cailan si rivolse ai Custodi Grigi Orlesiani, in cerca di aiuto. Tra i Custodi con cui Cailan si mise in contatto vi era l'allora giovane Clarel de Chanson, futuro Comandante dei Custodi Orlesiani. I Custodi Grigi Fereldiani dovevano essere rinforzati da altri 200 di loro e da quattro legioni di Chevalier Orlesiani, inviati dall'imperatrice Orlesiana Celene Valmont. Tuttavia, ai Custodi Grigi Orlesiani, fu impedito di entrare nel Ferelden da Loghain Mac Tir, Teyrn di Gwaren e consigliere del re, nonché suo suocero.
2/1) I trattati
Prima della battaglia di Ostagar, i candidati all'Unione dei Custodi Grigi, tra cui il Custode, si addentrarono nelle selve Korkari, guidati dal Custode Anziano Alistair, per ritrovare degli antichi trattati dei Custodi, come parte della loro iniziazione. Alistair e il Custode riuscirono a ritrovare i trattati, ma li avrebbero usati solo dopo la disastrosa battaglia di Ostagar. Questi antichi trattati obbligavano gli elfi Dalish, i maghi del Circolo, e i nani di Orzammar ad aiutare i Custodi nel caso si scatenasse un Flagello
3) L'interregno di Orzammar
Nell'anno 9:30 Era del Drago, il re di Orzammar Endrin Aeducan, discendente del leggendario Campione, morì, provocando così una frattura nella società nanica. Ebbe così inizio una lotta per il potere, poiché non vi era un re al trono che potesse rispondere alla richiesta di aiuto dei Custodi Grigi nella lotta contro il Flagello. Durante queste lotte politiche intestine emersero due principali contendenti al trono, Lord Pyral Harrowmont, generale di Orzammar e braccio desto del re, e il Principe Bhelen Aeducan, terzogenito di Endrin. La decisione su chi di loro sarebbe stato degno del trono spettava unicamente a un Campione.
4) Il conflitto fra gli elfi Dalish e i lupi mannari
Un clan di elfi Dalish guidato dal guardiano Zathrian si trovava nella foresta di Brecilian quando cominciò il Quinto Flagello. I Dalish, tuttavia, non poterono onorare i loro accordi con i Custodi, poiché alcuni membri del clan avevano contratto la licantropia, e il clan era sotto attacco da parte di un gruppo di licantropi. L'indagine dei Custodi Grigi che ne seguì portò alla luce l'esistenza della Signora della Foresta, il capo dei licantropi e, insieme con Zathrian, la causa della maledizione.
5) La rivolta della torre del Circolo
Dopo la battaglia di Ostagar, al Circolo dei Magi del Ferelden ebbe luogo un fatto caotico. Uldred, uno degli incantatori anziani presenti a Ostagar, riuscì a sopravvivere e a tornare ala torre del Circolo. Tentò di persuadere il Circolo a schierarsi con Loghain, ma quando Wynne, un'altra incantatrice anziana sopravvissuta alla battaglia, rivelò il tradimento di Loghain, il Circolo si rifiutò di sostenerlo. Uldred tentò quindi di mettere in atto una rivolta, e si fece possedere da un demone dell'orgoglio. In seguito la torre del Circolo fu invasa dai demoni e dagli abomini, che i Custodi Grigi avrebbero dovuto affrontare prima che i Templari o i maghi del Circolo potessero assisterli contro il Flagello.
Le battaglie del Quinto Flagello
6) L'assedio del castello Cousland
Sotto il comando dell'Arle Rendon Howe, le forze di Amaranthine occuparono Altura Perenne e cinsero d'assedio il castello Cousland, proprio mentre il Teyrn Bryce Cousland stava radunando le sue truppe per unirsi all'esercito a Ostagar. Il conflitto portò quasi all'estinzione della famiglia Cousland, e alla conquista di Altura Perenne da parte dell'Arle Howe, che in seguito divenne Teyrn di quella terra sotto il regno de facto di Loghain Mac Tir. Sebbene l'assedio sia avvenuto prima dell'inizio del Flagello e prima della Guerra Civile Fereldiana, fu un fattore determinante della discordia tra la nobiltà Fereldiana, dovuto anche al sostegno di Loghain a Howe e alle sue azioni.
7) La Battaglia di Ostagar
I Prole Oscura esposero del tutto le loro forze nell'anno 9:30 Era del Drago, durante la sanguinosa Battaglia di Ostagar. L'esercito del Ferelden si era radunato a Ostagar sotto la guda di re Cailan, nel tentativo di bloccare l'avanzata dell'orda. Secondo il piano, l'armata del re avrebbe dovuto attirare l'orda in battaglia. A un segnale prestabilito, Teyrn Loghain avrebbe dovuto fiancheggiare l'orda con le sue truppe. Ma quando venne il momento di mettere in atto il piano, le cose non andarono come previsto: la torre di Ishal, dalla quale sarebbe dovuto partire il segnale, venne invasa dai Prole Oscura, ritardando così l'illuminazione del segnale. Quando infine il segnale venne acceso, Loghain disubbidì agli ordini e fece ritirare le sue truppe. Questo portò allo sterminio dell'esercito del re, del re stesso, di Duncan, e di tutti i Custodi Grigi, tutti tranne due. Tra i sopravvissuti degni di nota vi fu anche Ser Aaron Hawthorne, un cavaliere errante Fereldiano. Vi sono storie contrastanti riguardo al suo ruolo nella battaglia: alcune sostengono che uccise da solo due Ogre, rimanendo poi intrappolato sotto ai loro cadaveri fino alla fine della battaglia, altre invece sostengono che la notte precedente si fosse ubriacato a tal punto da perdersi il combattimento. Tuttavia, secondo il suo scudiero, l'elfa Vaea, era con Loghain quando questi suonò la ritirata, ma disubbidì all'ordine e tornò da solo sul campo di battaglia, solo per vedere il suo re venire ucciso dai Prole Oscura. Un'esperienza che lo avrebbe traumatizzato per il resto dei suoi giorni.
8) L'avanzata dei Prole Oscura
La sconfitta a Ostagar lasciò il Ferelden privo di difese, e i Prole Oscura furono in grado di spingersi a nord, nelle terre centrali della nazione, senza incontrare ostacoli significativi. I soldati Fereldiani erano ancora attivi nel tentativo di proteggere le strade dai Prole Oscura, ma potevano fare ben poco contro l'orda. Molti villaggi e città furono attaccati da bande di Prole Oscura che si andavano a unire all'orda, seminando il terrore e distruggendo le linee di rifornimento e i tentativi di difesa della nazione. Pochi giorni dopo la battaglia di Ostagar, il villaggio di Lothering venne invaso e distrutto dall'orda che avanzava. Pochissimi sopravvissuti riuscirono a scappare prima che i Prole Oscura attaccassero il villaggio. Un'altra schiera di Prole Oscura attaccò la città portuale di Gwaren, a est. Tuttavia, la maggior parte degli abitanti di Gwaren riuscirono a sopravvivere, scappando dalla città con le navi. Nel frattempo, l'orda principale marciò verso sud-est, devastando le terre meridionali, incluso il villaggio di Honnleath e l'arlea dei Colli Occidentali. Mentre l'orda avanzava, la terra su cui passava cominciò a divenire corrotta. I cieli diventarono neri, la vegetazione morì, i ghoul e strane creature mutanti incominciarono a vagare per le foreste, e la malattia del Flagello si diffuse in tutto il regno più velocemente dell'orda. Una volta che il sud fu conquistato, l'orda dei Prole Oscura cominciò a marciare nel cuore del regno. Le colline di a sud e i bannorn meridionali furono invasi, e un branco composto da 2500 Prole Oscura riuscì a raggiungere la città di Edgehall e la frontiera con l'Orlais vicino alle Montagne Gelide. Il branco venne fermato da una coalizione di Bann locali e mercenari in una battaglia difficile, ma vittoriosa. Un altro branco di Prole Oscura marciò a nord verso il lago Calenhad e attaccò Crestwood. Questo branco di Prole Oscura venne ucciso da Gregory Dedrick, il sindaco di Crestwood, che inondò il villaggio di Crestwood Vecchia per uccidere i mostri e i rifugiati infettati dal Flagello, che erano nascosti in alcune grotte vicine.
9) La Guerra Civile Fereldiana
A seguito della morte di re Cailan a Ostagar, Loghain usurpò il trono e si autoproclamò reggente. Questo provocò grande scompiglio tra alcuni nobili Fereldiani, i quali, o perché non credevano alla sua spiegazione del disastro a Ostagar, o perché pensavano che Loghain si stesse opportunisticamente impossessando di un trono su cui non aveva alcuna rivendicazione, si rifiutarono di riconoscere la sua autorità e gli chiesero di ritirarsi dalla reggenza. Il rifiuto di Loghain di farlo e le sue violente, pesanti manovre per costringere la nobiltà a obbedirgli scatenarono una guerra civile. Come parte della sua propaganda, Loghain incolpò i Custodi Grigi della morte di re Cailan a Ostagar, e li dichiarò fuorilegge. Dopodiché, incaricò Zevran Arainai, un assassino dei famigerati Corvi di Antiva, di uccidere gli ultimi due Custodi rimasti nel Ferelden. Nel frattempo, il suo più stretto collaboratore, l'Arle Rendon Howe, Usurpò l'arlea di Denerim, e supervisionò la tortura e l'imprigionamento dei nobili sovversivi, nonché di altri intrighi, durante il regno di Loghain. Avendo perso i contatti con i Custodi Grigi Fereldiani, i Custodi Grigi Orlesiani decisero di incaricare un Custode Anziano nativo del Ferelden, Riordan, di infiltrarsi a corte e scoprire cosa era successo ai loro confratelli. Subito dopo aver raggiunto Denerim, Riordan cadde in una trappola di Rendon Howe, e fu quindi imprigionato e torturato dal perfido Arle. Nel frattempo, I Custodi Orlesiani rimasero vigili ai confini, senza tuttavia tentare di entrare nel Ferelden con la forza. Il Connestabile dei Custodi Grigi, Gordon Blackwall di Val Chevin, credeva che se i Custodi si fossero accaniti contro Loghain, avrebbero rischiato ancora una volta la devastazione del Thedas. Ordinò quindi ai Custodi Orlesiani di risparmiare le forze per combattere l'eventuale avanzata dei Prole Oscura, anche a costo di sacrificare il Ferelden al Flagello. La guerra civile ebbe fine quando Eamon Guerrin, Arle di Redcliffe e principale oppositore politico di Loghain, invocò un Incontro dei Popoli, che si concluse con la riunificazione del Ferelden sotto la corona. Poco tempo prima dell'Incontro dei Popoli, i due Custodi Fereldiani sopravvissuti a Ostagar uccisero Rendon Howe e liberarono Riordan dalle prigioni di Denerim. Rendendosi conto che loro erano ancora dei novizi dell'ordine, egli condivise con loro tutte le sue conoscenze sul Flagello.
10) L'impatto del Flagello e della guerra civile sul Ferelden
L'avanzata dei Prole Oscura e la guerra civile provocarono un crollo civile nel regno. Banditismo e brigantaggio prosperarono, con gruppi di banditi che approfittarono del caos per depredare i rifugiati, le carovane commerciali, e le città indifese, dato che i Bann e i loro soldati erano impegnati a combattersi tra di loro, rimanendo incapaci di proteggere le loro terre. Quando la notizia della morte di re Cailan si diffuse in tutto il regno, disordini e ribellioni furono all'ordine del giorno. Gli umani attaccavano le enclavi elfiche per rubare quel poco cibo di qui gli elfi erano in possesso. Quando poi alcuni rifugiati che avevano contratto la malattia del Flagello si rifugiarono a Denerim, alcuni abitanti della città incominciarono ad ammalarsi a loro volta. Nell'enclave scoppiò un'epidemia, che ogni giorno uccideva molti elfi.
11) La Battaglia di Redcliffe
Gli alleati dei Custodi Grigi si radunarono a Redcliffe, solo per scoprire che la città era sotto attacco da molti ogre, emissari e numerose truppe di Prole Oscura. Dopo un breve assedio ai cancelli del castello di Redcliffe, gli invasori furono scacciati. Tuttavia, l'attacco a Redcliffe era solo un diversivo: l'orda principale stava marciando verso Denerim, con l'Arcidemone Urthemiel, finalmente uscito allo scoperto, al suo comando. Dopo che i Custodi ebbero annientato i Prole Oscura a Redcliffe, l'esercito da loro creato si mise subito in marcia verso la capitale, per combattere contro le forze principali dell'Arcidemone
12) La Battaglia di Denerim
Nell'anno 9:31 Era del Drago, l'orda dei Prole Oscura, guidata da Urthemiel stesso, raggiunse Denerim e la attaccò prima che potessero arrivare i rinforzi da Redlciffe. Gli storici affermano che l'esercito creato dai Custodi Grigi Fereldiani fosse tre volte più numeroso degli eserciti creati dai Custodi nei precedenti Flagelli. Le porte della città, l'enclave elfica, e il distretto del mercato furono teatro dei combattimenti più feroci, finché i generali Hurlok non furono uccisi dal Custode. Forte Drakon venne occupato dai Prole Oscura, che lo rinforzarono in seguito alla caduta dell'Arcidemone, che era stato fatto precipitare dalle ferite infertegli da Riordan sulla cima della fortezza, impossibilitato a volare via. Un piccolo gruppo guidato dal Custode assaltò la fortezza e, nonostante i tentativi dei Prole Oscura di proteggerlo, Urthemiel venne ucciso. Con la sua morte, l'orda dei Prole Oscura, senza più una guida, persero la volontà di combattere, e mentre il grosso dell'esercito Fereldiano contrattaccava, i Prole Oscura abbandonarono Denerim. Il Quinto Flagello ebbe fine prima ancora che il resto del Thedas potesse essersi reso conto del suo inizio.
13) Conseguenze
Con la morte dell'Arcidemone l'orda si disperse, ma molti dei Prole Oscura più forti sopravvissero per formare piccole bande e combattersi tra di loro, terrorizzando gli insediamenti lungo la costa del Mare del Risveglio. Ai Custodi Grigi Orlesiani fu affidato il compito di scacciare i Prole Oscura sopravvissuti durante il Disgelo, il periodo di tempo in cui le terre colpite da un Flagello incominciano a riprendersi. Le più violente cacce alla Prole Oscura ebbero luogo nell'arlea di Amaranthine. I Prole Oscura sarebbero riemersi in seguito in un numero significativo, divisi in due fazioni ognuna con la propria guida: l'Artefice, colui che involontariamente aveva dato inizio al Flagello, e la Madre, una Madre della Nidiata dei Prole Oscura che era stata oggetto degli esperimenti dell'Arteficie. Ebbe così inizio una guerra civile tra i Prole Oscura. Tuttavia, subito dopo la battaglia di Denerim, il punto focale tra i Fereldiani fu la vittoria sul Flagello. La nazione si salvò e incominciò un lento processo di ricostruzione, e gli abitanti del Ferelden gioirono all'incoronazione del loro nuovo sovrano (re Alistair, la regina Anora o entrambi). Il Custode, colui che guidò le forze che posero fine al Flagello, fu acclamato come l'Eroe del Ferelden, e ricevette il massimo degli onori di tutto il Thedas. I Custodi Grigi Fereldiani incominciarono a ripristinare la loro presenza nel regno, con l'aiuto dei loro compagni Orlesiani. A tale scopo gli furono concesse la Fortezza della Veglia, e l'arlea di Amaranthine. Tuttavia, le terre del Ferelden erano state devastate dal Flagello, e il recupero dell'ambiente fu lento. Nell'anno 9:32 Era del Drago, vennero fatti dei tentativi per ricostruire Lothering, tuttavia, nell'anno 9:34 Era del Drago, il villaggio venne finalmente abbandonato del tutto, poiché il Flagello aveva contaminato quelle terre. Venne stimato che ci sarebbero voluti decenni per recuperare quella regione, ora nota come "le Terre Desolate", mentre molti credono che quella terra sia corrotta oltre ogni speranza di recupero. Il resto del regno non se la passava meglio. Nell'anno 9:37 Era del drago, la maggior parte delle regioni si stavano ancora riprendendo, mentre altre, come Crestwood, nell'anno 9:41, erano ancora in rovina. Ma le conseguenze più sorprendenti del Flagello non vennero notate prima dell'anno 9:37 Era del Drago. Durante il Flagello, molti Fereldiani fuggirono a nord, verso i Liberi Confini, dove molti di loro sarebbero rimasti negli anni a venire. Tra i rifugiati vi era un giovane umano di nome Hawke, che sarebbe diventato una figura centrale nella vita politica di Kirkwall, diventando un importante punto di riferimento, e infine, dopo aver respinto l'invasione dei Qunari, diventò il Campione di Kirkwall.